# Albert Ferrer (cantant)
Albert Ferrer és un cantant de la Garriga. És, juntament amb el valencià Paco Muñoz i el barceloní Ernest, un dels pocs cantants d'expressió catalana que té companyia discogràfica pròpia (AiS). Hi ha publicat dos CD, arranjats per Francesc Burrull: el primer (Desitjos, 1994) està format majoritàriament per temes escrits per ell mateix, on la influència de poetes catalans diversos es fa evident d'una manera força directa i barrejant estils. "Desitjos" és un poema escrit a la manera del poema "Aiguamarina" de Sagarra però inclou referències textuals a J.V. Foix ("dins del cor d'una petxina"). Altres cançons ("Si t'he d'ésser sincer") són més aviat deutores de l'univers de Salvat-Papasseit ("Si t'he d'ésser sincer / et donaria el plaer (…)".
El segon (Contrast, 1996) és un seguit de musicacions, sovint de bona factura, de poemes de Papasseit i de Josep Carner. La seva interpretació vocal és molt semblant a la de Joan Manuel Serrat, tot i que en el segon àlbum els tics no són tan exagerats com en el primer.